# RK Metalurg
El RK Metalurg es un club de balonmano de la ciudad de Skopie, Macedonia del Norte.

## Palmarés
- Liga de Macedonia de balonmano

Campeón (6): 2006, 2008, 2010, 2011, 2012, 2014
- Copa de Macedonia de balonmano

Campeón (6): 2006, 2007, 2010, 2011, 2013, 2019

## Plantilla 2020-21
|  | Porteros - 10 Daniel Dupjačanec - 20 Daniel Gjorgjeski Extremos derechos - 11 Mice Šilegov - 13 Zlatko Horvat Extremos izquierdos - 3 Darko Kondev - 6 Milan Popović - 7 Dario Kofiloski Pívots - 5 Branko Kankaraš - 19 Milan Lazarevski - 28 Andrej Mitikj | Laterales izquierdos - 15 Marijan Marić - 27 Teodor Todeski - 42 Momir Rnić - 64 Velko Markoski Centrales - 26 Marko Tarabochia - 44 Stefan Dodić Laterales derechos - 17 Martin Serafimov - 55 Nikola Potić |